# Germarostes argentinus
Germarostes argentinus is een keversoort uit de familie Hybosoridae. De wetenschappelijke naam van de soort is voor het eerst geldig gepubliceerd in 1911 door Ohaus.